# NGC 4332
NGC 4332 is een balkspiraalstelsel in het sterrenbeeld Draak. Het hemelobject werd op 20 maart 1790 ontdekt door de Duits-Britse astronoom William Herschel.

## Synoniemen
- UGC 7453
- MCG 11-15-48
- ZWG 315.33
- IRAS 12204+6607
- PGC 40133